# جان مورتون

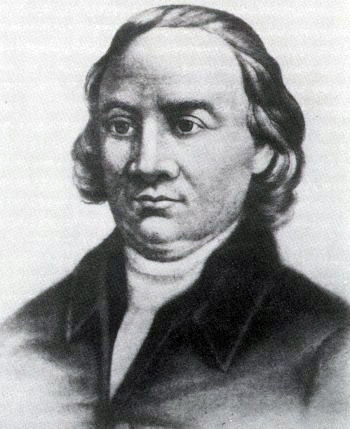
جان مورتون

جان مورتون (John Morton) (زادهٔ ۱۷۲۵ – درگذشتهٔ ۱ آوریل ۱۷۷۷)، کشاورز، نقشه‌بردار و حقوق‌دان اهل استان پنسیلوانیا و از بنیان‌گذاران ایالات متحده آمریکا بود. او به عنوان نمایندهٔ کنگرهٔ قاره‌ای در طول انقلاب آمریکا، از امضاءکنندگان انجمن قاره‌ای و اعلامیه استقلال ایالات متحده بود. مورتون با رأی موافق به پنسیلوانیا اجازه داد، به نفع اعلامیه استقلال رأی دهد. مورتون ریاست کمیته‌ای را برعهده داشت، که مفاد معاهده را نوشت.

## اوایل زندگی
مورتون در ۱۷۲۵ در حومهٔ ریدلی، در شهرستان چستر، شهرستان دلاور امروزی، پنسیلوانیا، به‌دنیا آمد. ماه دقیق تولد او مشخص نیست. پدرش، جان مورتون (ارشد)، از قومی فنلاندی (بالتیک) در فنلاند که در آن زمان بخشی از سوئد بود، به همراه پدرِپدربزرگش، مارتی مارتینن، یا مونس مارتنسون (نام جایگزین سوابق نظامی سوئد که بعدها به عنوان مورتون انگلیسی‌سازی شد) مهاجرت کرد. خود او اهل جووا فنلاند بود که در ۱۶۵۴ به سرزمین‌های استعماری سوئد به نام سوئد نو، رسیده بود. مادرش مری آرچر نیز فنلاندی‌تبار بود. مورتون تنها پسر پدرش بود که در ۱۷۲۴ قبل از تولدش، فوت کرد. زمانی که مورتون تقریبی هفت ساله بود، مادرش با جان اسکچلی، کشاورزی انگلیسی‌تبار که مورتون را آموزش داد، ازدواج کرد.

## حرفهٔ سیاسی

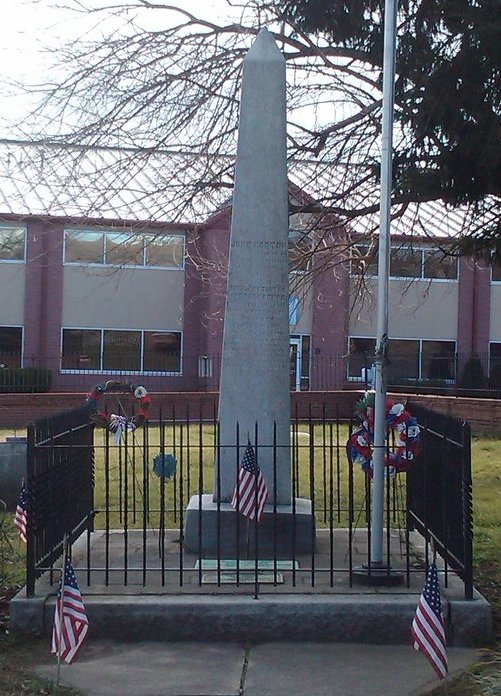
سنگ یادبود مورتون، در پنسیلوانیا

مورتون در ۱۷۵۶ برای عضویت در مجمع استانی پنسیلوانیا انتخاب شد. سال بعد او به عنوان قاضی صلح منصوب شد، سمتی که تا ۱۷۶۴ برعهدهٔ او بود. همچنین او به عنوان نمایندهٔ کنگرهٔ تمبر در ۱۷۶۵ خدمت کرد. او در ۱۷۶۶ از مجلس استعفا داد تا به عنوان کلانتر شهرستان چستر خدمت کند. او در ۱۷۶۹ به مجلس بازگشت و در ۱۷۷۵ به عنوان رئیس مجلس انتخاب شد. در ضمن، شغل قضایی او با انتصابش در سمت دستیار قاضی دادگاه عالی پنسیلوانیا در ۱۷۷۴ به اوج خود رسید.
مورتون در ۱۷۷۴ و ۱۷۷۵ برای اولین و دومین کنگرهٔ قاره‌ای انتخاب شد. او با احتیاط به حرکت پنسیلوانیا به سمت استقلال کمک کرد، هرچند که با قانون اساسی رادیکال پنسیلوانیا در ۱۷۷۶ مخالفت کرد. زمانی که کنگره در ژوئن ۱۷۷۶ بحث در مورد قطعنامه استقلال را آغاز کرد، هیئت پنسیلوانیا دو تکه شد. بنجامین فرانکلین و جیمز ویلسون موافق اعلام استقلال و جان دیکنسون و رابرت موریس مخالفت اعلام استقلال بودند. مورتون تا قبل از ۱ ژوئیه که در کنار فرانکلین و ویلسون قرار گرفت، هیچ تعهدی به آن‌ها نداشت. زمانی که رأی نهایی در ۲ ژوئیه اخذ شد، دیکنسون و موریس رأی ممتنع دادند و به هیئت پنسیلوانیا اجازه دادند تا از قطعنامه استقلال حمایت کنند. مورتون این اعلامیه را در ۲ اوت با اکثر نمایندگان دیگر امضا کرد.
مورتون رئیس کمیته‌ای بود که مفاد عهدنامه را نوشت، هرچند که او قبل از تصویب این مفاد، به احتمال در اثر بیماری سل، فوت کرد.

## میراث
مورتون در میان امضاءکنندگان اعلامیه استقلال، اولین کسی بود که فوت کرد و در محل خاکسپاری کلیسای سنت پل قدیمی (که به عنوان محل دفن قدیمی سوئدی‌های قدیمی شناخته می‌شود) در چستر، پنسیلوانیا دفن شد. قبر مورتون تا اکتبر ۱۸۴۵، زمانی که ابلیسک مرمری ۱۱ فوتی امروزی توسط نوادگان او ساخته شد، بدون علامت باقی ماند.
در کتیبه ضلع غربی بنای یادبود آمده‌است:
تقدیم برای یادبود جان مورتون، یکی از اعضای اولین کنگرهٔ آمریکا از استان پنسیلوانیا که در نیویورک در ۱۷۶۵ دور هم جمع شدند و کنگرهٔ بعدی که در فیلادلفیا در ۱۷۷۴ تشکیل شد. متولد ۱۷۲۴ پس از میلاد – درگذشتهٔ در آوریل ۱۷۷۷.
در کتیبه ضلع شرقی بنای یادبود آمده‌است:
در رأی‌گیری استان‌ها در مورد مسئله استقلال مستعمرهٔ آمریکا، گره‌ای وجود داشت تا زمانی که رأی پنسیلوانیا داده شد. دو نفر رأی مثبت و دو نفر منفی دادند. این گره و تساوی ادامه یافت تا اینکه رأی آخرین عضو، جان مورتون، در مورد اعلام دیپلم شکوه آزادی آمریکا، تصمیم گرفت.
در کتیبه ضلع جنوبی بنای یادبود آمده‌است:
در ۱۷۷۵، در حالی که رئیس مجلس پنسیلوانیا، جان مورتون به عضویت کنگره انتخاب شد، در جلسه به یاد ماندنی ۱۷۷۶، برای آخرین بار در آن هیئت والامقام شرکت کرد و با امضای اعلامیهٔ استقلال، نام خود را در یاد مردم سپاسگزار آمریکا تثبیت کرد.
در کتیبه ضلع شمالی یادبود آمده‌است:
جان مورتون که توسط دوستانش به دلیل جسارت در دادن رأی تعیین‌کننده خود به اعلامیه استقلال مورد انتقاد قرار گرفته بود، روح نبوی او از بستر مرگش این پیام را به آن‌ها دیکته کرد: به آن‌ها بگویید که باید زنده بمانند و ساعتی را ببینند که باید باشکوه‌ترین خدمتی را که تا کنون به کشورم کرده‌ام، تصدیق کنند.
پس از اینکه دانشگاه تورکو، به این نتیجه رسید که حوزه مطالعاتی در مورد آمریکای شمالی پراکنده‌است و نیاز به یک مؤسسه ملی است، مرکز مطالعات آمریکای شمالی جان مورتون را در ۲۰۱۳ تأسیس کرد.

## زندگی شخصی
مورتون با آن جاستیس از شهرستان چستر ازدواج کرد. آن‌ها والدین سه پسر و پنج دختر بودند؛ آرون، اسکچلی، جان، مری، سارا، لیدیا، آن و الیزابت. پسر دوم مورتون، اسکچلی، در میان شبه نظامیان پنسیلوانیایی ارتش قاره‌ای در طول جنگ انقلابی آمریکا، سرگرد بود. مورتون یکی از اعضای فعال کلیسای انگلیکن (مذهبی در میان کاتولیک و پروتستان که از زمان هنری هشتم در انگلستان رواج پیدا کرد) در شهرستان چستر بود.

## ارجاعات
1. ↑  Martin, John Hill (1877). Chester (and Its Vicinity,) Delaware County, in Pennsylvania. Philadelphia: Wm. H. Pile & Sons. p. 138. Retrieved 12 January 2018.
2. ↑  «U.S. Embassy Photo Gallery». بایگانی‌شده از اصلی در ۳۰ نوامبر ۲۰۲۰. دریافت‌شده در ۲۰ آوریل ۲۰۲۲.
3. ↑  John Mortonin jalanjäljillä Philadelphiassa بایگانی‌شده  در ۲۰۲۰-۱۰-۰۱ توسط Wayback Machine (in Finnish)
4. ↑  YLE: John Mortonin syntyperä syynissä Raytalammilla (in Finnish)
5. ↑  Ashmead, Henry Graham (1884). History of Delaware County, Pennsylvania. Philadelphia: L.H. Everts & Co. p. 738. Retrieved 18 June 2017.
6. ↑  Lossing, B.J. (1857). Biographical Sketches of the Signers of the American Declaration of Independence. New York: Derby & Jackson. p. 112.
7. ↑  Lossing, B.J. (1857). Biographical Sketches of the Signers of the American Declaration of Independence. New York: Derby & Jackson. pp. 112–113. Retrieved 4 July 2017.
8. ↑  جان مورتون در وبگاه قبریاب
9. ↑  Smith, H.V. (1914). Chester and Vicinity. Chester, Pennsylvania. p. 8. Retrieved 2 March 2018.
10. ↑  Ashmead, Henry Graham (1884). History of Delaware County, Pennsylvania. Philadelphia: L.H. Everts & Co. p. 340. Retrieved 24 December 2017.
11. ↑  Ashmead, Henry Graham (1883). Historical Sketch of Chester, on Delaware. Chester, PA: Republican Steam Printing House. p. 193. Retrieved 5 May 2018.
12. ↑  Ashmead, Henry Graham (1883). Historical Sketch of Chester, on Delaware. Chester, PA: Republican Steam Printing House. pp. 193–194. Retrieved 5 May 2018.
13. ↑  Ashmead, Henry Graham (1883). Historical Sketch of Chester, on Delaware. Chester, PA: Republican Steam Printing House. p. 194. Retrieved 5 May 2018.
14. ↑  "Founding of the JMC". Archived from the original on 25 May 2018. Retrieved 24 May 2018.
15. ↑  Martin, John Hill (1877). Chester (and Its Vicinity,) Delaware County, in Pennsylvania. Philadelphia: Wm. H. Pile & Sons. p. 141. Retrieved 12 January 2018.
16. ↑  Martin, John Hill (1877). Chester (and Its Vicinity,) Delaware County, in Pennsylvania. Philadelphia: Wm. H. Pile & Sons. p. 142. Retrieved 12 January 2018.